# Myotis brandti
Myotis brandti é uma espécie de morcego da família Vespertilionidae.
Pode ser encontrada nos seguintes países: Albânia, Áustria, Bélgica, Bulgária, República Checa, Dinamarca, França, Alemanha, Grécia, Hungria, Itália, Cazaquistão, Letónia, Liechtenstein, Luxemburgo, Mongólia, Holanda, Polónia, Roménia, Rússia, Eslováquia, Espanha, Suécia, Suíça, Turquia e Reino Unido.